# I due toreri
I due toreri è un film del 1964 diretto da Giorgio Simonelli.

## Trama
Petrasicca, paese immaginario della Sicilia. Due cugini, Franco e Ciccio Scontentezza, rivali da sempre a causa di dissapori personali, vengono incaricati dietro un lauto compenso di offrire il proprio terreno e la loro disponibilità per la coltivazione di alcune misteriose piante.
L'imprenditore che commissiona l'incarico, un certo Pierre, è un losco trafficante di stupefacenti; approfittando dell'ingenuità e dell'ignoranza dei due, intende servirsi di loro per ottenere piantine di marijuana per il suo traffico illecito. Inoltre, Pierre intima ai due cugini di avvertirlo, tramite telegramma, quando le suddette piante saranno in fiore.
I due cugini, inesperti e credendo nella buona fede, eseguono l'incarico e vedendole crescere, i due (come i restanti abitanti del paese) credono si tratti di un tipo di verdura da insalata, simile alla rucola.
Franco e Ciccio, attratti dalla possibilità di un guadagno imminente della vendita, si derubano reciprocamente delle piante nottetempo, fino a sradicarle tutte. L'equivoco e l'improvvisa  popolarità della pianta è data dal precedente furto di alcune piante da parte di un conoscente dei due e degli effetti allucinogeni che hanno, come conseguenza, aumentato inconsapevolmente il desiderio sessuale dell'uomo, fino a fargli perdere la lucidità. Nel giro di breve tempo, la voce finisce per diffondersi a tutta la popolazione fino ad attirare l'attenzione del locale maresciallo dei carabinieri e di un investigatore della sezione narcotici, tale Joe Ragusa. Il maresciallo spiega all'investigatore che i due cugini sono degli ingenui, infatti a causa della similitudine del nome "Maria Giovanna" con il nome della pianta allucinogena, Franco e Ciccio si convincono che ci sia stato un malinteso con una donna che abbia quel nome.
Joe Ragusa, dopo aver convocato i due coltivatori e non riuscendo a ottenere nulla dall'interrogatorio decide di lasciarli a piede libero per poterli pedinare fino a che non lo portino dritto dal trafficante di droga.
Franco e Ciccio non avendo più la merce richiesta, si recano a Roma in cerca di Pierre e per non presentarsi a mani vuote, comprano della verdura mista ai mercati ortofrutticoli generali. Pierre adirato per la presenza dei due cugini nella capitale, decide comunque di pagarli; ma quando viene a conoscenza dell'identità del contenuto, si sente preso in giro e comincia a dare loro la caccia per vendicarsi della beffa.
Franco e Ciccio, incapaci di rendersi conto dell'eccessivo risentimento nei loro confronti, fuggono e finiscono in Spagna, braccati ancora da Pierre e da suoi uomini. Grazie alla fortuna che li ha sempre accompagnati, Franco e Ciccio riescono a liberarsi da un toro infuriato e a far arrestare Pierre da Joe Ragusa, che ne aveva sempre spiato le mosse nell'ombra.
Una volta tornati a Petrasicca, la rivalità tra Franco e Ciccio si riaccende; ad un tratto però entrambi vengono attirati da una ragazza che chiede di presentarsi. La giovane si chiama Maria Giovanna e sentitone il nome, i due cugini fuggono spaventati, perché convinti che sia stata lei la portatrice di tutti i loro guai.